# 12833 Kamenný Újezd
12833 Kamenný Újezd là một tiểu hành tinh vành đai chính với chu kỳ quỹ đạo là 1136.5725103 ngày (3.11 năm).
Nó được phát hiện ngày 2 tháng 2 năm 1997.